# Търва
Търва (естонски Tõrva, в буквален превод смола) е вторият по големина град в областта Валга, Естония с население 3112 души (2006 г.). Има статут на град от 1 май 1938 г.